# 31. ceremonia wręczenia nagród Brytyjskiej Akademii Filmowej
31. ceremonia rozdania nagród Brytyjskiej Akademii Sztuk Filmowych i Telewizyjnych.
 Najwięcej statuetek (5) otrzymał film Annie Hall.

## Laureaci
Laureaci oznaczeni są wytłuszczeniem

### Najlepszy film
- Annie Hall
- O jeden most za daleko
- Rocky
- Sieć

### Najlepszy aktor
- Peter Finch − Sieć
- Woody Allen − Annie Hall
- William Holden − Sieć
- Sylvester Stallone − Rocky

### Najlepsza aktorka
- Diane Keaton − Annie Hall
- Faye Dunaway − Sieć
- Shelley Duvall − Trzy kobiety
- Lily Tomlin − Ostatni seans

### Najlepsza aktor drugoplanowy
- Edward Fox − O jeden most za daleko
- Colin Blackley − Jeździec
- Robert Duvall − Sieć
- Zero Mostel − Figurant

### Najlepsza aktorka drugoplanowa
- Jenny Agutter − Jeździec
- Geraldine Chaplin − Welcome to L.A.
- Joan Plowright − Jeździec
- Shelley Winters − Następny przystanek Greenwich Village

### Najlepsza reżyseria
- Woody Allen − Annie Hall
- Richard Attenborough − O jeden most za daleko
- John G. Avildsen − Rocky
- Sidney Lumet − Sieć

### Najlepszy scenariusz
- Woody Allen, Marshall Brickman − Annie Hall
- Peter Shaffer − Jeździec
- Sylvester Stallone − Rocky
- Paddy Chayefsky − Sieć

### Najlepsze zdjęcia
- Geoffrey Unsworth − O jeden most za daleko
- Christopher Challis − Głębia
- Giuseppe Rotunno − Casanova
- Peter Suschitzky − Valentino

### Najlepsza scenografia/dekoracja wnętrz
- Danilo Donati, Federico Fellini − Casanova
- Terence Marsh − O jeden most za daleko
- Ken Adam − Szpieg, który mnie kochał
- Philip Harrison − Valentino

### Najlepsze kostiumy
- Danilo Donati − Casanova
- Michael Annals, Patrick Wheatley − Joseph Andrews
- Theadora Van Runkle − New York, New York
- Shirley Russell − Valentino

### Najlepszy dźwięk
- Peter Horrocks, Gerry Humphreys, Simon Kaye, Robin O’Donoghue, Les Wiggins − O jeden most za daleko
- Robert Glass, Robert Knudson, Marvin I. Kosberg, Tom Overton, Josef von Stroheim, Dan Wallin − Narodziny gwiazdy
- Kay Rose, Michael Colgan, James Fritch, Larry Jost, Richard Portman − New York, New York
- Jack Fitzstephens, Marc Laub, Sanford Rackow, James Sabat, Dick Vorisek − Sieć

### Najlepszy montaż
- Ralph Rosenblum, Wendy Greene Bricmont − Annie Hall
- Antony Gibbs − O jeden most za daleko
- Richard Halsey − Rocky
- Alan Heim − Sieć

### Nagroda im. Anthony’ego Asquita za muzykę
- John Addison − O jeden most za daleko
- Richard Rodney Bennett − Jeździec
- Paul Williams, Barbra Streisand, Kenny Ascher, Rupert Holmes, Leon Russell, Kenny Loggins, Alan Bergman, Marilyn Bergman, Donna Weiss − Narodziny gwiazdy
- Marvin Hamlisch − Szpieg, który mnie kochał

### Najbardziej obiecujący debiut aktorski w głównej roli
- Isabelle Huppert − Koronczarka
- Olimpia Carlisi − Środek świata
- Jeanette Clift - Kryjówka
- Saverio Marconi − We władzy ojca

## Podsumowanie
Laureaci

Nagroda / Nominacja

- 5 / 6 - Annie Hall
- 4 / 8 - O jeden most za daleko
- 2 / 3 - Casanova
- 1 / 5 - Jeździec
- 1 / 9 - Sieć

Przegrani

- 0 / 2 - Narodziny gwiazdy
- 0 / 2 - New York, New York
- 0 / 2 - Szpieg, który mnie kochał
- 0 / 3 - Valentino
- 0 / 5 - Rocky